# Karl-Vilhelm Wöhler
Karl Vilhelm (Karl-Vilhelm) Wöhler, född 18 november 1934 i Alingsås stadsförsamling i Älvsborgs län, död 28 december 2020 i Oscars distrikt i Stockholm, var en svensk diplomat och ambassadör.

## Biografi
Wöhler avlade juris kandidat-examen vid Uppsala universitet 1959 och var ordförande i Uppsala studentkår 1960–1961. Han var attaché vid Utrikesdepartementet (UD) 1961, ambassadsekreterare i Haag 1961–1963 och i Monrovia 1963–1965. Åren 1965–1970 var han departementssekreterare vid UD och därefter chargé d’affaires i Jeddah 1970–1974. Han var kansliråd vid UD 1974–1979 och minister vid EG-delegationen i Bryssel 1979–1985.
Åren 1985–1988 var han ambassadör i Prag och tjänstgjorde därefter som departementsråd på UD 1988–1991. Han var ambassadör i Warszawa 1991–1996 och slutligen ambassadör vid UD tillika rådgivare åt Östersjöinstitutet 1997–2000. Han har dessutom varit ordförande i svensk-tjeckiska och svensk-slovakiska handelskamrarna.

## Familj
Wöhler var son till häradshövdingen Karl Hellmuth Wöhler och Elsa Aurora Köhler samt sonson till godsägaren Willy Wöhler, initiativtagare till Karlsö Jagt- och Djurskyddsförenings AB som äger huvuddelen av Stora Karlsö.